# غوره قلا (سقز)
قرية غوره قلا (بالكردية: گەورەقەڵا) هي إحدى القرى التابعة لـذو الفقار في ريف قسم سرشيو من مقاطعة سقز، في محافظة كردستان الإيرانية.

## السكان
حسب إحصاءات سنة 2006، بلغ إجمالي السكان في غوره قلا 491 نسمة وعدد المساكن 98 مسكن. لغة سكان غوره قلا هي اللغة الكردية و هم من أهل السنة والجماعة والمذهب الشافعي.